# Moussa Djitté
Moussa Djitté (Senegal, 4 de octubre de 1999) es un futbolista senegalés. Su posición es la de delantero y su club es el Al-Faisaly F. C. de la Liga de Yello.

## Trayectoria

### F. C. Sion
Debutó el 22 de julio de 2018 en un partido de la Superliga de Suiza ante el F. C. Lugano, completando los 90 minutos en la derrota 1-2 de su equipo.

### Grenoble Foot 38
El 16 de junio de 2019 se anunció su fichaje por el Grenoble Foot 38 de la Ligue 2 de Francia.
Su debut lo hizo el 27 de julio, al entrar de cambio al minuto 46' y a su vez marcar dos goles en los minutos 58' y 72', para así ayudar a su equipo a terminar con un empate a tres goles ante el E. A. Guingamp en la primera jornada de la temporada.

### Austin FC
El 30 de junio de 2021 se hizo oficial su llegada al Austin FC firmando un contrato hasta 2024 con opción a un año más. Jugó su primer partido con el equipo el 29 de agosto ante el FC Dallas entrando de cambio al minuto 82' por Cecilio Domínguez, al final su equipo terminaría perdiendo por un marcador de tres a cinco.
Regresó a Francia en los últimos días de enero de 2023 después de llegar prestado al A. C. Ajaccio hasta el final de la temporada. Tras la misma acumuló otra cesión en el Bandırmaspor turco.

## Estadísticas

### Clubes
Actualizado al último partido jugado el 12 de mayo de 2025.
| Club | Div.          | Temporada     | Liga  | Liga  | Copas nacionales(1) | Copas nacionales(1) | Copas internacionales | Copas internacionales | Total | Total | Media goleadora(3) |
| Club | Div.          | Temporada     | Part. | Goles | Part.               | Goles               | Part.                 | Goles                 | Part. | Goles | Media goleadora(3) |
| --- | ------------- | ------------- | ----- | ----- | ------------------- | ------------------- | --------------------- | --------------------- | ----- | ----- | ------------------ |
| F. C. Sion · Suiza | 1.ª           | 2018-19       | 23    | 3     | 3                   | 2                   | ―                     | ―                     | 26    | 5     | 0.19               |
| F. C. Sion · Suiza | Total club    | Total club    | 23    | 3     | 3                   | 2                   | 0                     | 0                     | 26    | 5     | 0.19               |
| Grenoble Foot 38 Francia | 2.ª           | 2019-20       | 25    | 7     | 3                   | 0                   | ―                     | ―                     | 28    | 7     | 0.25               |
| Grenoble Foot 38 Francia | 2.ª           | 2020-21       | 37    | 8     | 2                   | 0                   | ―                     | ―                     | 39    | 8     | 0.21               |
| Grenoble Foot 38 Francia | Total club    | Total club    | 62    | 15    | 5                   | 0                   | 0                     | 0                     | 67    | 15    | 0.22               |
| Austin FC Estados Unidos | 1.ª           | 2021          | 13    | 1     | ―                   | ―                   | ―                     | ―                     | 13    | 1     | 0.08               |
| Austin FC Estados Unidos | 1.ª           | 2022          | 20    | 5     | ―                   | ―                   | ―                     | ―                     | 20    | 5     | 0.25               |
| Austin FC Estados Unidos | Total club    | Total club    | 33    | 6     | 0                   | 0                   | 0                     | 0                     | 33    | 6     | 0.18               |
| A. C. Ajaccio Francia | 1.ª           | 2022-23       | 6     | 0     | ―                   | ―                   | ―                     | ―                     | 6     | 0     | 0                  |
| A. C. Ajaccio Francia | Total club    | Total club    | 6     | 0     | 0                   | 0                   | 0                     | 0                     | 6     | 0     | 0                  |
| Bandırmaspor Turquía | 2.ª           | 2023-24       | 31    | 13    | 2                   | 0                   | ―                     | ―                     | 33    | 13    | 0.39               |
| Bandırmaspor Turquía | Total club    | Total club    | 31    | 13    | 2                   | 0                   | 0                     | 0                     | 33    | 13    | 0.39               |
| Gençlerbirliği S. K. Turquía | 2.ª           | 2024-25       | 18    | 4     | 1                   | 0                   | ―                     | ―                     | 19    | 4     | 0.21               |
| Gençlerbirliği S. K. Turquía | Total club    | Total club    | 18    | 4     | 1                   | 0                   | 0                     | 0                     | 19    | 4     | 0.21               |
| Al-Faisaly F. C. Arabia Saudita | 2.ª           | 2024-25       | 12    | 1     | ―                   | ―                   | ―                     | ―                     | 12    | 1     | 0.08               |
| Al-Faisaly F. C. Arabia Saudita | Total club    | Total club    | 12    | 1     | 0                   | 0                   | 0                     | 0                     | 12    | 1     | 0.08               |
| Total carrera | Total carrera | Total carrera | 185   | 42    | 11                  | 2                   | 0                     | 0                     | 196   | 44    | 0.22               |
| (1) Incluye datos de Copa Suiza, Copa de Francia, Copa de la Liga de Francia y Copa de Turquía. (3) No incluye goles en partidos amistosos. |               |               |       |       |                     |                     |                       |                       |       |       |                    |

### Hat-tricks
| 1 | 14 de septiembre de 2022 | Q2 Stadium, Austin | Austin FC - Real Salt Lake |  | 3 - 0 | Major League Soccer 2022 |